# Setodes acutus
Setodes acutus là một loài Trichoptera trong họ Leptoceridae. Chúng phân bố ở miền Cổ bắc.